# 亨施莱本
亨施莱本（德語：Henschleben，發音：[ˈhɛnʃleːbn̩]）是德国图林根州瑟默达县曾经的一个市镇，面积6.98平方千米，2017年12月31日人口为328人。2019年12月31日，亨施莱本并入市镇施特劳斯富特。